# ورزنه (اصفهان)

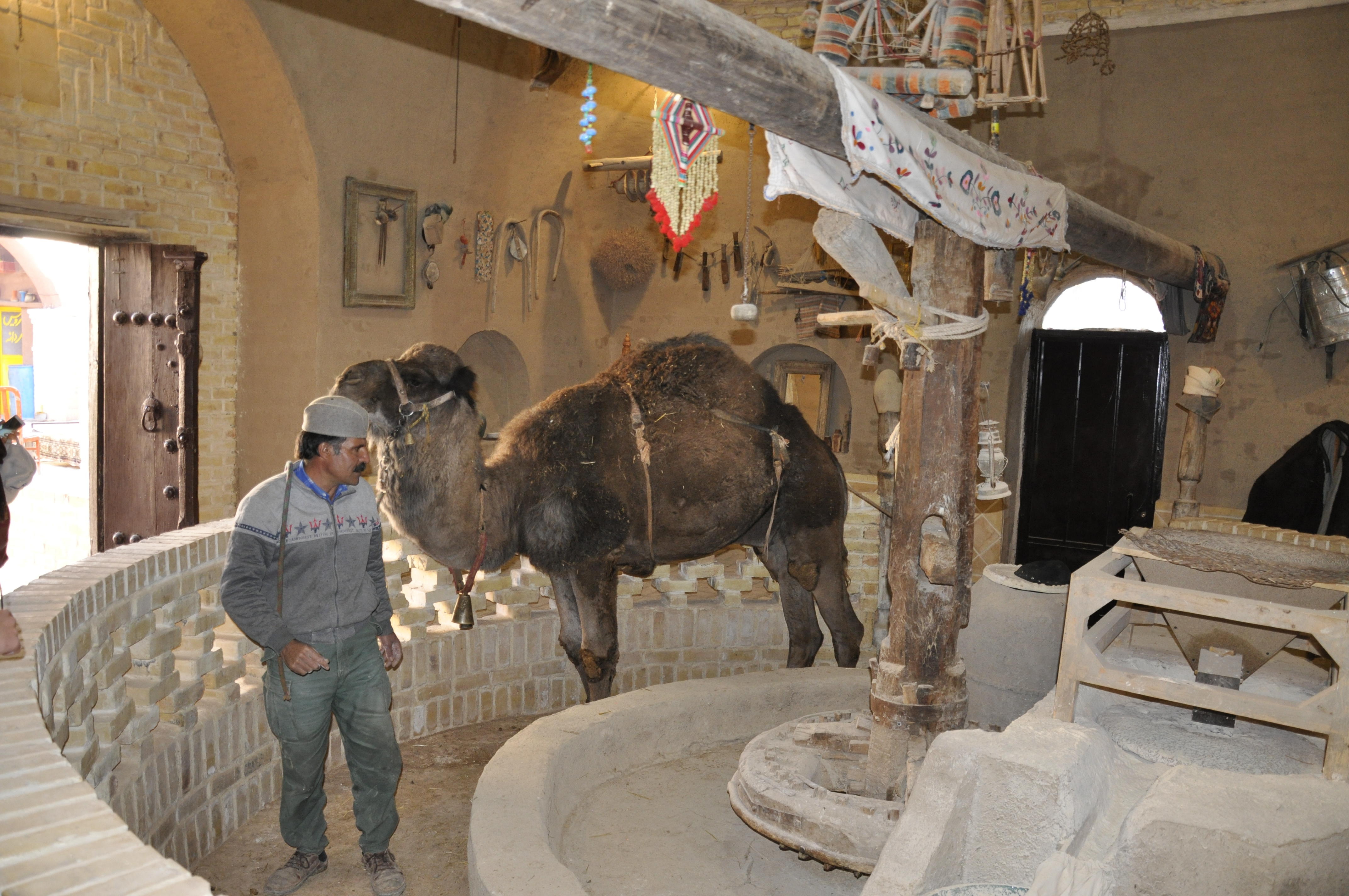
آسیاب کردن توسط نیروی شتر

ورزنه، (شهر تالابی ورزنه) مرکز شهرستان ورزنه در استان اصفهان است که در نزدیکی تالاب گاوخونی واقع شده است. بانوان این شهر به صورت سنتی چادر سفید بر سر می‌کنند که به این جهت به شهر فرشتگان سفیدپوش معروف است.

## زبان
بر اساس ایران اطلس به ترتیب گویشوران، زبان مردم ورزنه (اکثریت) گویش رودشتی، (اقلیت) فارسی اصفهانی و فارسی تهرانی است.

## جمعیت
بر پایه سرشماری عمومی نفوس و مسکن در سال ۱۳۹۵ جمعیت این شهر ۱۷۷۱۴ نفر (۳٬۹۰۰ خانوار) بوده است.

## دربارهٔ ورزنه
راه‌آهن سراسری از ۱۸ کیلومتری شهر ورزنه عبور می‌نماید و دارای آثارتاریخی و فرهنگی متعددی است، از جمله می‌توان به مسجد جامع ورزنه، رباط شاه عباسی، پل قدیمی، ارگ قورتان اشاره کرد که طبق شواهد آثار موجود بنای اولیه مسجد جامع در شهر ورزنه برویرانه‌های آتشکدهٔ زردشتیان بناشده است. همچنین عبور بیش از ۶۰ کیلومتر رودخانه زاینده رود در این بخش و نهایتاً قرار گرفتن تالاب بین‌المللی گاوخونی در ۲۵ کیلومتری ورزنه و وجود شهر سبا در ۵ کیلومتری ورزنه و نیز پوشش چادر سفید زنان شهر ورزنه که در نوع خود منحصر به فرد می‌باشد رامی توان از جاذبه‌های گردشگری این منطقه ذکر کرد.
گویش اهالی ورزنه اصفهان
در ایران به خصوص بخش‌های: جنوب شرق استان اصفهان یعنی (ورزنه)، (جرقویه) و مناطقی از نایین اردستان و میمه، مردمانی هستند که با زبان ویژه‌ای از فارسی کهن گفتگو می‌کنند. زبانی که خود شاخه‌ای از زبان پهلوی ساسانی و پارسیک جنوبی ایران است. زبان مردمان این دیار ولاتی نام دارد که گویشی است از دوران زرتشتی. شعری محلی از (شکراله صالحی ورزنه) در وصف ورزنه:
| اولا سلام خدمتی شما
| گو هانیشتی گوش واتی حرفی هاما
| گومه باجون براتون از شهرمون
| صوو ویس کیلومتری اصفهون
| اسمش هو ورزنه و خوتون زونی
| حدودی سی کیلومتری گاخونی
| درسو اصفهون هو نصفی جهون
| ورزنه جی هو نگینی اصفون
| پنج شش تا دروازه دارو شهرومون
| گو الان چنتاش واجونه براتون
| دروازه عباس و دروازه دیزی
| دروازه پچویز و دروازه قامی
| ابی از دروازه هاش دروازه گوشت
| صحراهایی ورزنه جفتی بهشت
| کره و جروون و صحرایی دیزی
| هینیگرت و پچویز و مزرا دیزی
| هرزو و صحرا گوشت و صحرا مار
| گاره دول و گدسون و پا مزار
| وترین مشکلمون حشکسالی هو
| مشکلی بعدیمون جی بیکاری هو
| نگینی شهر هاما مچو جمعه
| گو همیشه شولوغو خصوصاً جمعه
| برجی کوفتر نیزیکی آبادی هو
| رباطی داریم گو شاه عباسی هو
| پلی کنه‌ای و انباری کوده
| دوتاییش سمتی شمالی ورزنه
| یونا از آثاری باستانیمنو
| ریگی سرا جی گو نیزیکومونو
| از صنایع دستیمون سفره بافی
| فراوون رو شهرومون قالی بافی
| جنامون سری کیریند چری سیبی
| گو اگه کنار ننیند رسمی خوبی
| نیمه شعبان بیی ورزنه بینی
| جوونا یینده برا جیر جیرانی
| دسه دسه شینده بری کیه‌ها
| هی واجینده جیر جیرانی هی هویا
| صحبی کیه یووه و هارووه
| مالک وبیسکویی و از این چیا
| ورزنه رسمایی زیادی دارو
| آثاری باستانی جی مالی دارو
| کوچه‌هایی ورزنه پر پیچ و خمو
| هر چی از ورزنه باجون باز کمو

## جاذبه‌های گردشگری
- مسجد جامع ورزنه[۴]
- تپه‌های ماسه ای[۴]
- تالاب بین‌المللی گاوخونی[۴]
- پل تاریخی ورزنه: دیرینگی این پل تاریخی به دوره صفویه بازمی‌گردد.[۴]
- رابط شاه عباسی ورزنه[۴]
- آسیاب شتر[۴]
- آب انبارها[۴]
- موزه مردم‌شناسی ورزنه[۴]
- قلعه قورتان[۴]
- منزل تاریخی غفوری[۴]